# Zalesowo (Kraj Ałtajski)
Zalesowo (ros. Залесово) – wieś w Rosji, w Kraju Ałtajskim, ośrodek administracyjny rejonu zalesowskiego. W 2010 liczyła 7290 mieszkańców.